# Étoiles invitées de 837
Les deux étoiles invitées de 837 sont deux événements astronomiques correspondant chacun à l'apparition brève d'un astre dans le ciel nocturne observé par des astronomes chinois en l'an 837 ; événements relatés par eux sous le terme générique d'étoile invitée, et rapportés dans la partie relative à l'astronomie du Xin Tangshu.

## Contexte
Le mois de mars de l'an 837 a été marqué par le passage de la comète de Halley au voisinage de la Terre. Il s'agit probablement du passage le plus spectaculaire des temps historiques, la distance d'approche de la comète de notre planète n'ayant pas excédé 3 millions de kilomètres. Il semble envisageable qu'un événement aussi spectaculaire ait stimulé la recherche d'autres événements astronomiques notables, les deux étoiles invitées découvertes étant le fruit probable de ces recherches.

## Première étoile invitée
La première étoile invitée est mentionnée comme étant apparue à la date qui correspond au 29 avril en dessous de l'astérisme Dongjing, dans l'actuelle constellation des Gémeaux. L'étoile a disparu le 21 mai. Le récit ne mentionne pas de mouvement apparent de l'astre, ce qui en fait une probable nova ou une supernova. Cette dernière hypothèse reste crédible au vu de la faible latitude galactique de la région d'apparition de l'astre, mais semble infirmée du fait de la très faible durée du phénomène, alors que les conditions d'observation étaient bonnes (le Soleil était situé loin de cette région, rendant son observation aisée de nuit). De plus, il n'existe pas de rémanent de supernova suffisamment proche de la région mentionnée. Le seul candidat éventuellement plausible est SNR G189.1+3.0, bien plus connu sous le nom de IC 443. Il a été proposé comme étant le possible rémanent de cette étoile invitée, qui serait alors une supernova, en 1954, puis plus récemment en 1992. Cette hypothèse est désormais abandonnée pour plusieurs raisons. Outre le problème de la position du rémanent guère compatible avec celle de l'étoile invitée, l'âge estimé du pulsar, à partir de son mouvement propre et de la distance au centre du rémanent étant bien trop élevé (environ 30 000 ans). L'hypothèse d'une nova rapide est donc celle qui est retenue désormais.

## Seconde étoile invitée
La seconde étoile invitée est mentionnée à la date du 3 mai, visible jusqu'au 17 juillet. Elle est restée immobile à l'intérieur de l'astérisme Duanmen (constellation de la Vierge), près de l'astérisme Pingxing (constellation de l'Hydre). La très haute latitude galactique de cette région exclut l'hypothèse d'une supernova. Il s'agit donc là aussi d'une nova.